# East Wenatchee
East Wenatchee az Amerikai Egyesült Államok északnyugati részén, Washington állam Douglas megyéjében elhelyezkedő város, a Wenatchee–East Wenatchee statisztikai körzet központja. A 2010. évi népszámlálási adatok alapján 13 190 lakosa van.

## Történet
A régió a huszadik század elején indult fejlődésnek, amikor a sivatagos talajt földművelésre alkalmassá tették; ekkor a legfontosabb iparág a gyümölcstermesztés lett.
1908-ban megnyílt a Columbia folyó 177 ezer dollárból felépült első országúti hídja, amely Wenatchee-t és East Wenatchee-t kötötte össze, emellett a vízvezetékek is itt futottak. A híd W. T. Clark, a gyümölcsöskerteket vízzel ellátó Highland-csatorna egyik építőjének ötlete volt; finanszírozását részben James J. Hill, a Great Northern Railway munkatársa vállalta. A működés második évétől a csatorna üzemeltetője használati díjat szedett be, ezért helyi vezetők azt kérték az államtól, hogy vásárolja meg a műtárgyat; ezt a látható szerkezeti sérülések és a szivárgó vízvezetékek ellenére megtették. 1950-re felépült a George Sellar híd, így a korábbi építményt ma a gyalogosok használhatják.
1935. február 28-án a lakosság 48–46 arányban a várossá minősítés mellett döntött; East Wenatchee területe ekkor kétszázezer négyzetméter volt.
1931. október 5-én a közeli Fancher repülőtéren Clyde Pangborn és Hugh Herndon Jr. a Misawa városából felszálló Miss Veedol gépükkel sikeres leszállást hajtottak végre; ez volt az első repülőút, amellyel a Csendes-óceánt megállás nélkül szelték át. A repülőút tiszteletére a közeli légikikötőt ma Pangborn repülőtérnek nevezik. A Miss Veedol egyes részeit a Wenatchee Valley Museum & Cultural Centerben állították ki.
1987. május 27-én az egyik ültetvényen dolgozók a pleisztocén kor vadászai által hátrahagyott leleteket találtak; a régészek ezeket 1988-ban és 1990-ben megvizsgálták, azonban az indiánok aggályai miatt a telektulajdonos a további munkálatokat felfüggesztette. Az ásatási tilalom 2007. június 1-jén járt le.
A 2007. január 8-án 160 kilométer per órás széllökésekkel érkező vihar az épületekben és parkokban többezer dolláros kárt okozott, és sokan maradtak akár hetekig áram nélkül.
A városban volt Washington állam egyetlen közoktatási intézménye, amely Robert E. Lee nevét viselte. A tankerület 2015-ben és 2017 augusztusában sem volt hajlandó megváltoztatni az általános iskola nevét, végül 2018-ban az elnevezést Lee Elementary Schoolra módosították.

## Népesség
A 2010-es népszámláláskor a városnak 13 190 lakója, 4997 háztartása és 3517 családja volt. A népsűrűség 1344,6 fő/km2. A lakóegységek száma 5275, sűrűségük 537,7 db/km2. A lakosok 80,1%-a fehér, 0,3%-a afroamerikai, 1,2%-a indián, 0,9%-a ázsiai, 0,1%-a a Csendes-óceáni szigetekről származik, 14%-a egyéb, 3,4%-a pedig kettő vagy több etnikumú. A spanyol vagy latino származásúak aránya 23,4% (21,3% mexikói, 0,1% Puerto Ricó-i,  2% egyéb spanyol vagy latino származású.)
A háztartások 33,2%-ában élt 18 évnél fiatalabb. 50,4% házas, 14,3% egyedülálló nő, 5,6% egyedülálló férfi, 29,6% pedig nem család. 22,9% egyedül élt; 9%-uk 65 éves vagy idősebb. Egy háztartásban átlagosan 2,63 személy élt; a családok átlagmérete 3,08 fő.
A medián életkor 35,2 év volt. A város lakóinak 26,4%-a 18 évesnél fiatalabb, 9,9% 18 és 24 év közötti, 24,9%-uk 25 és 44 év közötti, 24,5%-uk 45 és 64 év közötti, 14,2%-uk pedig 65 éves vagy idősebb. A lakosok 48,4%-a férfi, 51,6%-a pedig nő.

## Közlekedés
A Wenatchee-völgy autóbuszos közlekedését a Link Transit biztosítja, amely Wenatchee és Waterville felé közlekedtet járatokat. A közeli Pangborn repülőtérről Seattle felé indulnak járatok.
A település közúton a U.S. Route 2 és 97, valamint a WA-26 utakon közelíthető meg.

## Testvérváros
- Misawa, Japán[21]

## Fordítás
Ez a szócikk részben vagy egészben  az   East Wenatchee, Washington című angol Wikipédia-szócikk ezen változatának fordításán alapul.  Az eredeti cikk szerkesztőit annak laptörténete sorolja fel. Ez a jelzés csupán a megfogalmazás eredetét és a szerzői jogokat jelzi, nem szolgál a cikkben szereplő információk forrásmegjelöléseként.